# Rhorus punctatus
Rhorus punctatus är en stekelart som beskrevs av Barron 1986. Rhorus punctatus ingår i släktet Rhorus och familjen brokparasitsteklar. Inga underarter finns listade i Catalogue of Life.